# Molécula (radio)
Molécula fue una estación de radio que emitía en señal en línea a través de Internet, con estudios ubicados en Santiago de Chile, inició sus transmisiones el 7 de noviembre de 2011.

## Historia
Fundada el año 2011, es una radioemisora dedicada al público joven y adulto, su línea musical está basada en música alternativa, independiente y emergente.
El año 2013 esta radio alcanzó mayor notoriedad, debido a que surgió como alternativa para muchos auditores de la desaparecida Radio Horizonte.
En noviembre de 2018 se produce la última transmisión de radio Molécula.